# Neoalcis latifasciaria
Neoalcis latifasciaria là một loài bướm đêm trong họ Geometridae.